# Ichneumon cerasi
Ichneumon cerasi är en stekelart som beskrevs av Cuvier 1833. Ichneumon cerasi ingår i släktet Ichneumon och familjen brokparasitsteklar. Inga underarter finns listade i Catalogue of Life.